# Rokot
Rokot (rusko Рокот - Bobnenje) je sovjetska nosilna raketa, ki lahko izstreli 1950-kilogramski tovor v nizkozemeljsko orbito s 63° naklonom. Rokot je derivat medcelinske balistične rakete UR-100N (SS-19 Stiletto). Uporablja se za izstreljevanje raziskovalnih in komercialnih satelitov. 